# Quarrata
Quarrata ist eine Stadt mit 26.972 Einwohnern (Stand 31. Dezember 2023) in der italienischen Provinz Pistoia, in der Region Toskana am Fluss Ombrone Pistoiese.
Die Nachbargemeinden sind Agliana, Carmignano (PO), Lamporecchio, Pistoia, Prato (PO), Serravalle Pistoiese und Vinci (FI).

## Bevölkerungsentwicklung

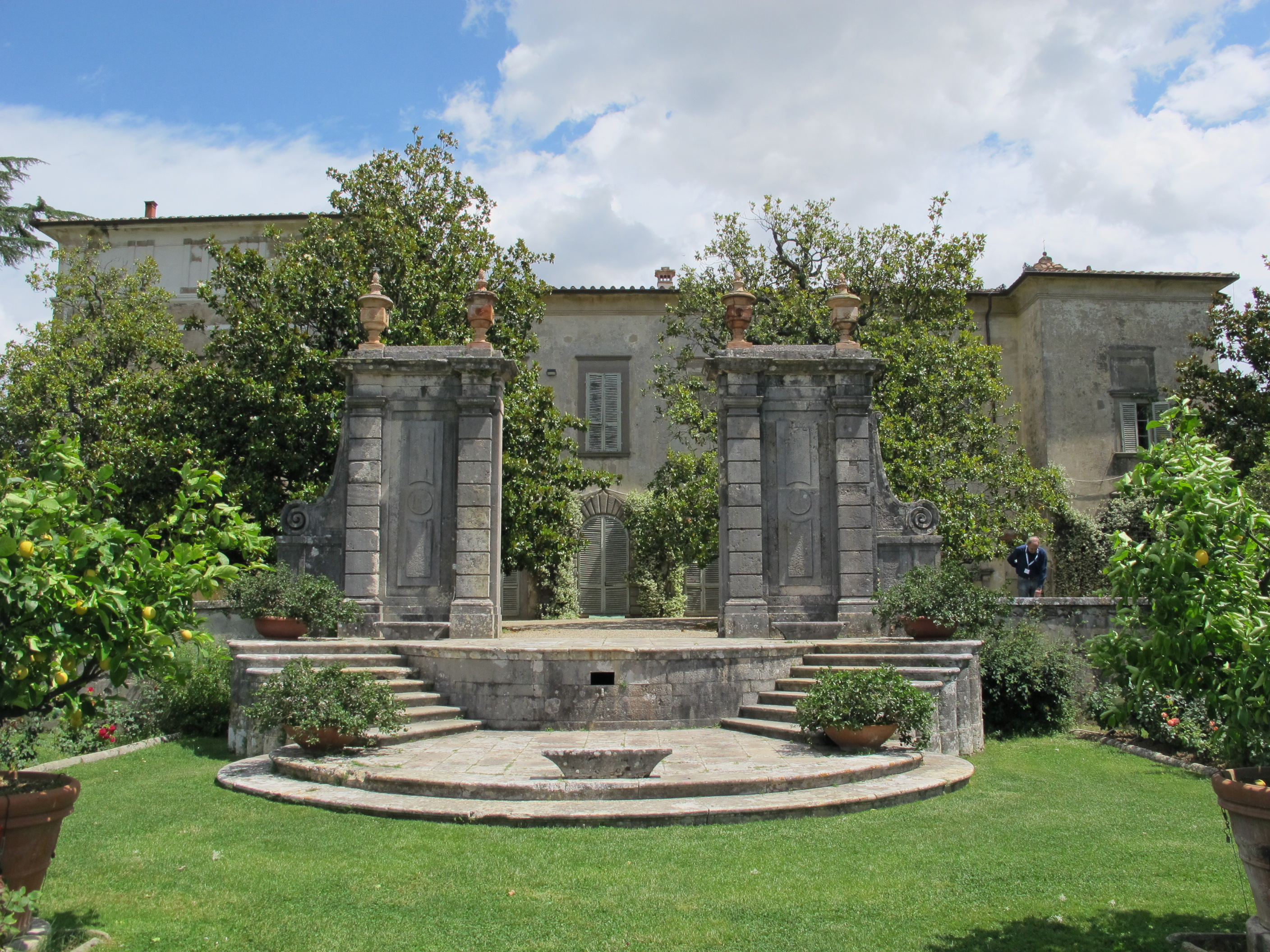
Villa medicea La Magia

## Sehenswürdigkeiten
- Villa Medici La Magia

## Söhne und Töchter der Gemeinde
- Bianco Bianchi (1917–1997), Radrennfahrer
- Mario Gestri (1924–1953), Radrennfahrer